# محوطه قلعه سنگر
محوطه قلعه سنگر در شهرستان سقز، بخش مرکزی، روستای پیر عمران واقع شده و این اثر در تاریخ ۲۳ شهریور ۱۳۸۲ با شمارهٔ ثبت ۱۰۰۸۱ به‌عنوان یکی از آثار ملی ایران به ثبت رسیده است.